# Dopolavoro Aziendale C.R.D.A. Monfalcone 1938-1939
Questa voce raccoglie le informazioni riguardanti il Dopolavoro Aziendale C.R.D.A. Monfalcone nelle competizioni ufficiali della stagione 1938-1939.

## Rosa
| N. |                   | Ruolo | Calciatore         |
| -- | ----------------- | ----- | ------------------ |
|    | Italia (bandiera) | A     | Giuseppe Bonini    |
|    | Italia (bandiera) | A     | Mario Calligaris   |
|    | Italia (bandiera) | A     | Francesco Cergoli  |
|    | Italia (bandiera) | C     | Frediano Freschi   |
|    | Italia (bandiera) |       | Giovanni Fribel    |
|    | Italia (bandiera) |       | Nereo Moretto      |
|    | Italia (bandiera) | D     | Marino Nicolich    |
|    | Italia (bandiera) |       | Eugenio Pellegrini |

| N. |                   | Ruolo | Calciatore           |
| -- | ----------------- | ----- | -------------------- |
|    | Italia (bandiera) | D     | Livio Pinazza        |
|    | Italia (bandiera) |       | Italo Revelant       |
|    | Italia (bandiera) |       | Nerino Romano (II)   |
|    | Italia (bandiera) | A     | Spartaco Romano (I)  |
|    | Italia (bandiera) | D     | Remo Roncarati       |
|    | Italia (bandiera) | C     | Bruno Simonetti (II) |
|    | Italia (bandiera) | C     | Romolo Simonetti (I) |